# Yan Ni
Yan Ni (Shenyang, 2 marzo 1987) è una pallavolista cinese.
Gioca nel ruolo di centrale nello Liaoning Nuzi Paiqiu Dui.

## Carriera
La carriera di Yan Ni inizia nella stagione 2005-06, quando debutta in Volleyball League A con la maglia dello Liaoning Nuzi Paiqiu Dui, aggiudicandosi immediatamente lo scudetto: nell'estate del 2006 entra a far parte della nazionale cinese under 19, che si aggiudica la medaglia d'oro al campionato asiatico e oceaniano, venendo inoltre premiata come MVP e miglior muro del torneo. Nella stagione seguente raggiunge ancora una finale scudetto, uscendo questa volta sconfitta nel remake della finale dell'annata precedente contro il Tianjin Nuzi Paiqiu Dui.
Nelle annate successive non ottiene più alcun risultato di rilievo col suo club, tuttavia nel 2009 fa il suo esordio in nazionale maggiore, vincendo la medaglia d'oro ai V Giochi dell'Asia orientale; questa rimane a lungo la sua unica apparizione con la selezione nazionale, finché nel 2014 vi entra in pianta stabile: vince la medaglia d'oro alla Coppa asiatica, ricevendo anche i premi di MVP e miglior centrale, e poi l'argento ai XVII Giochi asiatici. Un anno dopo vince il campionato asiatico e oceaniano e la Coppa del Mondo: grazie a quest'ultimo successo partecipa ai Giochi della XXXI Olimpiade di Rio de Janeiro, dove vince la medaglia d'oro, stesso metallo conquistato anche alla Grand Champions Cup 2017, mentre nel 2018 si aggiudica la medaglia di bronzo alla Volleyball Nations League e al campionato mondiale.

## Palmarès

### Club
- Campionato cinese: 1

2005-06

### Nazionale (competizioni minori)
- Campionato asiatico e oceaniano under 19 2006
- Giochi dell'Asia orientale 2009
- Coppa asiatica 2014
- Giochi asiatici 2014

### Premi individuali
- 2006 - Campionato asiatico e oceaniano under 19: MVP
- 2006 - Campionato asiatico e oceaniano under 19: Miglior muro
- 2014 - Coppa asiatica: MVP
- 2006 - Coppa asiatica: Miglior centrale
- 2016 - Volleyball League A: Miglior centrale
- 2018 - Campionato mondiale: Miglior centrale
- 2019 - Coppa del Mondo: Miglior centrale